# Pourriture bactérienne des nageoires

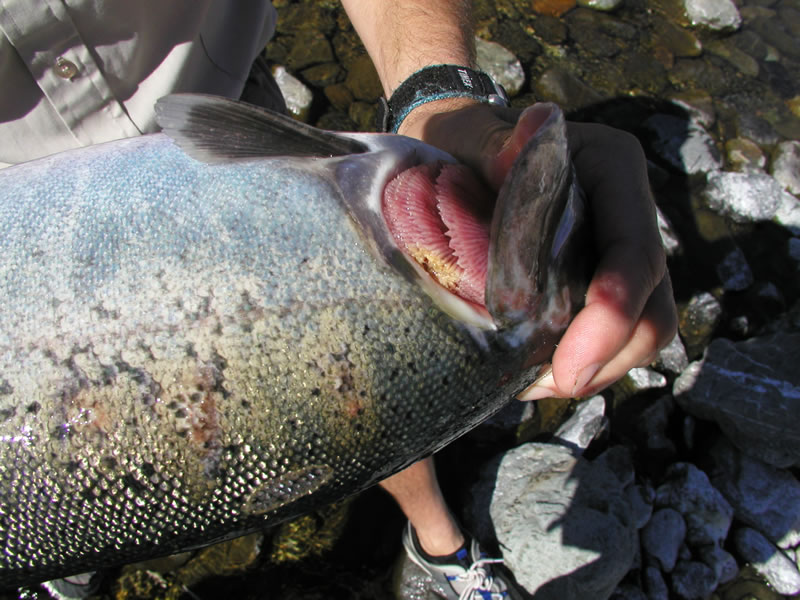
Colonie de flavobacterium (tache jaune-orangé) dans les branchies d'un saumon.

La maladie de la Pourriture bactérienne des nageoires ou Flavobacterium columnare est une bactérie responsable d’une infection connue sous le nom de columnariose qui affecte de nombreuses espèces de poissons d’eau douce. Ces poissons constituent le principal réservoir de germes car, la survie de Flavobacterium columnare est limitée à 77 heures dans une eau à 20 °C et à 16 jours dans une eau alcaline, riche en matière organique et à une température de 25 °C. 
Cette bactérie, dont la virulence est très variable selon les souches, est pathogène pour les salmonidés, les cyprinidés, les anguillidés, les poissons d’aquarium,... La maladie est déclenchée principalement par un réchauffement de l’eau (la mortalité se produit généralement à une température supérieure à 14 °C et la majorité des cas d’infections s’observent pour une température comprise entre 20 et 30 °C) mais, les souches très pathogènes peuvent tuer les poissons même à basse température. Accessoirement, les stress (pauvreté en oxygène, carences alimentaires, pollutions, surpopulation,...) favorisent l’apparition de signes cliniques.
La maladie débute par des taches blanches situées principalement sur les côtés de la tête, sur les branchies et sur les nageoires. Ces lésions évoluent et les branchies présentent des lésions de nécrose de couleur jaune-orange et de multiples hémorragies. Ces lésions nécro-hémorragiques progressent depuis l’extrémité distale des lames branchiales vers la base, attaquant même parfois le cartilage. Des lésions de 3 à 4 cm de diamètre sont également présentes sur la peau et peuvent couvrir 20 à 25 % du corps. Dans les cas graves, la maladie devient septicémique et la bactérie est isolée des organes internes. Chez les jeunes poissons, la mort intervient souvent très rapidement et les lésions n’ont pas le temps d’apparaître. Une forme clinique particulière est connue sous le nom de maladie de la selle des salmonidés (saddleback disease). Elle provoque une perte de substance touchant la peau et les muscles de la région dorsale, juste en avant de la nageoire.
Des épizooties importantes ont sévi en Amérique du Nord mais dans la majorité des pays, la mortalité est le plus souvent chronique, se répétant chaque année, dans les mêmes points d’eau (rivières, exploitations piscicoles,...) dès que la température s’élève. Le taux de mortalité est variable et semble directement en proportion avec la température de l’eau (chez les salmonidés, ce taux est voisin de 0 p. cent à un température inférieure à 10 °C et proche de 100 p. cent à 20 °C).